# Welden (Oudenaarde)
Welden is een dorp in de Belgische provincie Oost-Vlaanderen. Het vormt een deelgemeente van Oudenaarde, het was een zelfstandige gemeente tot aan de gemeentelijke herindeling van 1971.
Welden is een landelijk dorp in de Vlaamse Ardennen, het ligt tussen de heuvels van de rechteroever van de Schelde, aan de noordoostgrens van Oudenaarde. Ten oosten ligt Zwalm en ten noorden Zingem.
Welden is, gezien zijn oppervlakte, nog relatief dunbevolkt. Langs de Schelde bevindt zich het natuurgebied de Reytmeersen. De dorpskern concentreert zich rond enkele belangrijke kruispunten; daarbuiten vindt men hoofdzakelijk glooiende akkers. Naast de dorpskern liggen in Welden nog de gehuchten Neerwelden, Raes Bos (in de volksmond: Bossche) en Vogelzang. De N46 snijdt het dorp in twee delen: een noordwestelijk deel en een zuidoostelijk deel. Noordwestelijk deel: Welden-dorp en Neerwelden liggen langs de Schelde. Raes Bos en Vogelzang beslaan de zuidoostelijke helft van de gemeente. Tegenwoordig vinden er ook geen eucharistievieringen meer plaats maar vinden ze plaats te Ename.

## Geschiedenis

### Vroege geschiedenis
De naam Welden zou een pre-Germaanse oorsprong hebben. Het dorp ontstond, net als het gehucht Neerwelden, op de licht verheven drogere, matig natte gronden van de Scheldezone. Zowel Welden als Neerwelden liggen net boven het oude overstromingsgebied van de Schelde met zijn schorren en weiden.
Het bescheiden en afgelegen dorpscentrum grenst aan de Scheldemeersen, 1250 meter verwijderd van de stroom. De drooglegging van het overstromingsgebied door middel van grachten ving wellicht aan tijdens de ontginningsperiode van de 11e en 12e eeuw. Ten noordoosten van de dorpskern ligt de Weldenkouter op hoger gelegen lemig zand; ten zuiden daarvan doorsnijdt de vallei van de Oossebeek de gemeente. Het vroeger beboste en moerassige gebied ten oosten en ten zuiden van de Oossebeek werd ook pas in de 11e à 12e eeuw ontgonnen. Ten zuidoosten van de provinciebaan Aalst-Oudenaarde vormt de 40 m hoge zogenaamde "Hoge Berg" een heuvel die aansluit bij het heuvelachtig landschap van Mater behorend tot de Vlaamse Ardennen. Over de kam van voornoemde heuvel loopt een oude verbindingsweg zogenaamde "Ronsen Heerweg" die van Nederzwalm richting Mater loopt.
Er zijn sporen van bewoning uit het neolithicum aangetroffen in het uiterste noorden, in het gehucht Neerwelden. Het gehucht Neerwelden situeert zicht ten oosten van Welden, waar de straten Kouterstraat, Olmstraat, Roostraat, Rothstraat en Schuisplanklos samenkomen. Het is niet uitgesloten dat net als in de relatie Ename–Nederename, Neerwelden ouder is dan Welden. Op de wijk Neerwelden, aan de rand van de kouter in het noorden van de gemeente, wijst de concentratie aan gevonden silexmateriaal, binnen een vroegere Scheldebocht te Hoog Brugghe, op mogelijke occupatie in het laat Neolithicum en de vroegere Bronstijd. Op verschillende plaatsen laten Romeinse vondsten toe te veronderstellen dat er ook in die periode bewoning was – onder meer te Neerwelden (onder andere ter plekke van de voormalige herberg, nu vakantiehuis "In Den Akker") en op de wijk Peerdestok (Vleesstraat en Mattenbosstraat).

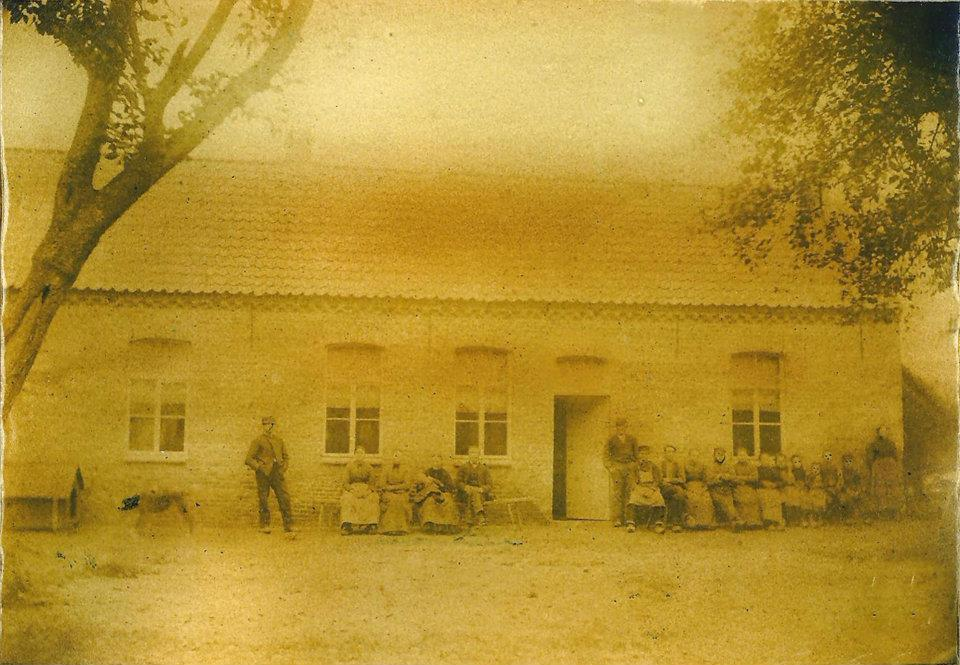
Oude afbeelding van café "In den Akker" te Neerwelden.

Van een oude vermelding uit 811 als "Wildo super fluviola Wildia" (Wildo op het riviertje Wildia) wordt in twijfel getrokken of hiermee Welden bedoeld werd. Een volgende vermelding dateert uit 1110 als Welines, waar men gewaagt van het altaar van Wenlines, dat na de verovering van de oostelijke Scheldeoever door de graaf van Vlaanderen op het Duitse rijk, door de bisschop aan de Sint-Salvatorabdij van Ename toegewezen werd voor het verzorgen van de eredienst en het innen van de tiendepenning. Latere vermeldingen zijn "Uuellinis" (1115), "Wenlin" (1110-1130), "Wellina" (1176).

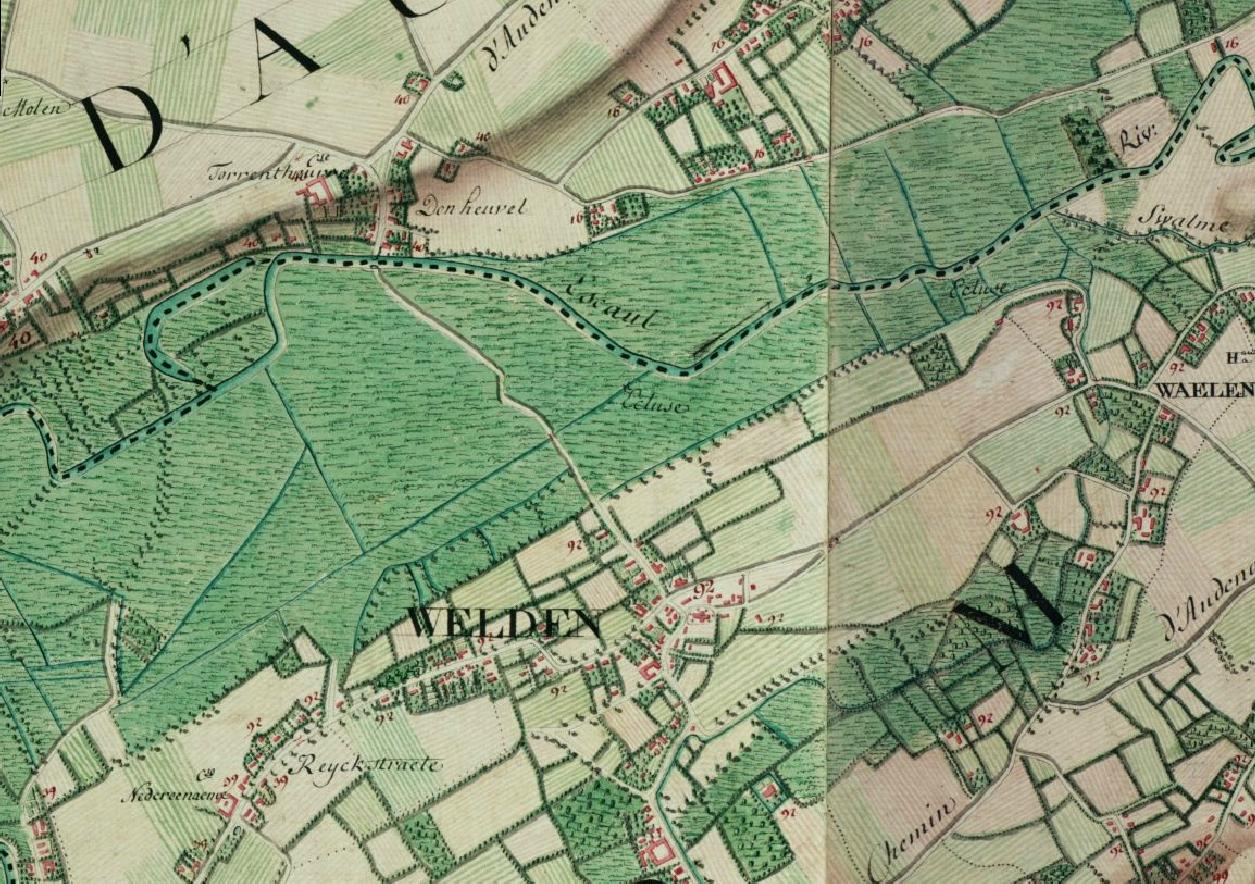
Voormalige Pontweg en pont naar Heurne in Welden op de Ferrariskaart

De dorpskern was met de omgeving verbonden via twee lokale verbindingswegen. De eerste weg liep naar de Schelde. Dit was de vroeger zogenaamde Pontweg (later omgedoopt tot Mgr. Lambrechtstraat), die in noordelijke richting naar het Scheldeveer tussen Welden en Heurne leidde. De tweede weg liep van Nederename (Reytstraat) wellicht via de Kouterstraat over Neerwelden naar Nederzwalm. De huidige rechtstreekse verbindingsweg (provinciale baan) tussen Nederename en Nederzwalm werd pas veel later aangelegd.
Welden was oorspronkelijk een dorp van boeren en veehouders. Welden was ingedeeld in een aantal heerlijkheden. De eigenaar van de heerlijkheid had recht op de helft van de opbrengst van de oogst van het land. De andere helft kwam toe aan de horige, maar hiervan diende hij een tiende af te staan aan de kerk. De abdij van Ename had recht op een tiende van alle oogsten in ruil voor het onderhoud van de eredienst en zijn bedienaar, de pastoor. Het is niet duidelijk of in de middeleeuwen ook het zogenaamde banrecht afgekondigd was in de heerlijkheden van Welden, wat betekende dat de bewoners zich voor het malen van graan moesten wenden tot de molen van hun heer.
Tot in de 11e eeuw lag Welden niet in het graafschap Vlaanderen, maar in Brabant, en de Schelde was de grens tussen Vlaanderen en Brabant. Het behoorde tot het graafschap Biest, waarvan de zetel niet gekend is, maar waarvan men vermoedt dat het het Romeinse district (pagus) Velzeke opvolgde.
Na de verovering van de rechter (oostelijke) Scheldeoever behorende tot het Duitse rijk door de graaf van Vlaanderen, werd de bevolking van Welden door de bisschop van Kamerijk in 1110 toegewezen aan de Sint-Salvatorabdijvan Ename, die de eredienst verzorgde, en de tiendepenning inde. In het graafschap Vlaanderen viel Welden onder kasselrij van het land van Aalst. De eerste heerlijkheid Welden was eigendom van de heer van Schorisse. De tweede heerlijkheid van Welden werd "Eeckhove" genoemd. Graaf Egmont verkocht in 1627 zijn heerlijkheid Welden aan de niet-edelman Laureins Volckaert. De tweede heerlijkheid Eeckhove werd in de 17e eeuw gekocht door de niet-edelman Sebastien d'Hane, waarna de heerlijkheid werd geërfd door een van zijn kinderen en nadien een van zijn kleinkinderen. Na het overlijden van dit kleinkind werd de heerlijkheid Eeckhove in 1715 verkocht aan de Aalsterse koopman Nicolaas Van Overstraeten voor 13.000 gulden. Het is het wapenschild van deze eigenaar van de heerlijkheid Welden, dat het latere dorp Welden heeft overgenomen in zijn wapenschild.
Gedurende woelige periode van de opgang van het calvinisme, keerde de grote meerderheid van de bevolking in Welden zich naar de hervorming en werd protestants (calvinistisch). In 1566 volgden Weldenaars de Beeldenstorm. Naast de inboedel van de kerk werd ook de pastorij van Welden verwoest. Bij de daaropvolgende repressie van het calvinisme, werden Pieter van den Hole en Jan van Wyemeersch onthoofd (jaar 1545). Al wie zich niet tot het katholicisme bekeerde diende te vluchten. Geschat wordt dat ongeveer de helft van de bevolking de wijk nam. Pas door het oprichten van een dicht net scholen, waar alle kinderen een katholieke opvoeding kregen, opgezet via een dicht net van kleine kloosters, kwam er ook te Welden in de 19e eeuw een echte doorbraak van het katholicisme.
In de Oostenrijkse periode werd de N46 aangelegd. Deze weg is reeds te zien op de Ferrariskaart.

### 18e en 19e eeuw

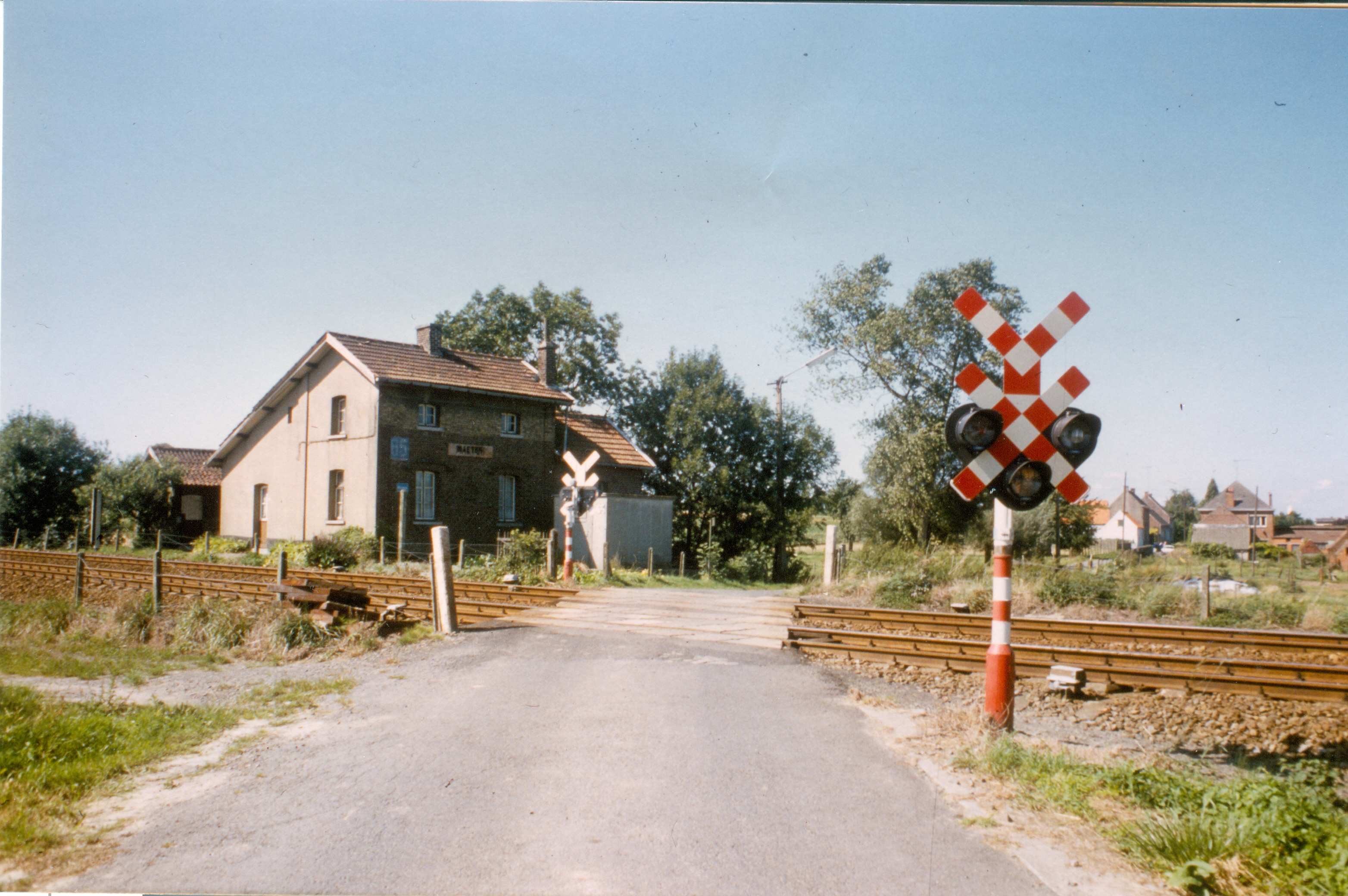
1965: Vroegere overweg met baanwachterswoning ("routehuis" of in de volksmond ook "roethuis" genoemd) op Spoorlijn 89 te Welden (Meerhem) voor de elektrificatie die in 1986 werd uitgevoerd. Het routehuis werd in de jaren rond 1965 afgebroken.

Toen Keizer Jozef II, geïnspireerd door de liberale ideeën van die tijd, het systeem van heerlijkheden wou afschaffen, leidde dit tot een opstand van diegenen die hun voorrechten zouden verliezen. Deze Brabantse Omwenteling van 1789 bracht het volgende jaar een reactie teweeg van de plattelandsbevolking die de hervormingen van de keizer steunde. Het epicentrum van deze Zuid-Vlaamse plattelandsopstand van 1790 lag in Sint-Maria-Latem, Nederzwalm en Welden. De baljuw van Welden, Van Cauwenberghe, de vertegenwoordiger van de heer van Welden, werd door de woedende dorpsbevolking aangevallen. De pastoor van Welden werd eveneens bedreigd. De kapitein van de opstand was Jean-Baptist Leyman, een visser te Welden. De opstand werd neergeslagen door het leger en door vrijwilligerskorpsen van de Verenigde Nederlandse Staten. Leyman werd als schrikwekkend voorbeeld op de markt te Oudenaarde opgehangen. De Oostenrijkers konden de streek heroveren en vervolgden de Oudenaardse baljuw De Smet, ten voordele van de familie Leyman.

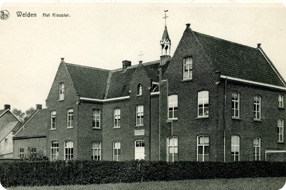
Voormalig klooster van Welden. Een belangrijke post in de herkatholisering van de gemeente na de calvinistische periode. Het kloostergebouw werd ondertussen afgebroken.

In 1794 vielen de Franse revolutionairen binnen. Door de afschaffing van het systeem van de heerlijkheden, reeds ingezet door Jozef II, werd Welden een zelfstandige gemeente. De Fransen ontmoetten steun van de opstandelingen van 1790 (o.a. Philips De Waele).
De bevolkingsgroei van Welden hing samen met de productie van lijnwaad als huisnijverheid. De piekperiode van deze huisnijverheid situeert zich rond 1845 tot 1850. Toen de machinale katoenfabrieken, geconcentreerd in de steden Ronse en Oudenaarde, de lijnwaadhuisnijverheid verdrong, verhuisden velen naar de steden en verminderde ook de Weldense bevolking weer.

Voormalig smidse en aanpalend café "In de oude Mode" of "Mote" op de hoek van de voormalige Pontstraat en de Nederenamestraat.

In 1830 telde men twee graanmolens, 12 smeden, voerlieden, klompenmakers en kleermakers. Ook waren er twee vissers en een schaapherder. Waarschijnlijk bestond toen ook reeds de mandenvlechterij. Ph. Vander Maelen vermeldt dat 26% van de oppervlakte van het dorp bestond uit hakhout. In 1930 piekte de mandenvlechterij, die vooral rond de kerk geconcentreerd was. De straat Mandemakerstraat herinnert hier nog aan. Kinderen hielpen mee met het oogsten van de wijmen op de velden. Samen met het verdwijnen van de mandenvlechters, verdween in 1990 verdween ook het laatste veld wijmen in het dorp. Tot in de eerste helft van de 20e eeuw waren naast de Schelde enkele steenbakkerijen te vinden.
De wijk Bossche werd in de 19e en eerste helft van de 20e eeuw gezien als het armere deel van de gemeente. Tot in de eerste helft van de 20e eeuw waren vele huizen van leem, en de meeste huizen hadden een dak van stro. De landbouwers van de wijk Bossche hadden geen paarden en ploegden met speciaal hiertoe opgeleide koeien en ossen. Op het einde van de 19e eeuw werden het volledige gebied "Swynsveld", het oostelijk deel van de gemeente, met de Peerdestokbeek als grens, toegevoegd aan de gemeente Nederzwalm. De reden van deze overdracht is niet gekend. Het plan van de gemeente, inclusief het Swynsveld is te zien op het primitief kadaster uit 1830-1833, de kaarten van Popp uit 1842-1879 en die van Vander Maelen uit 1846-1854.

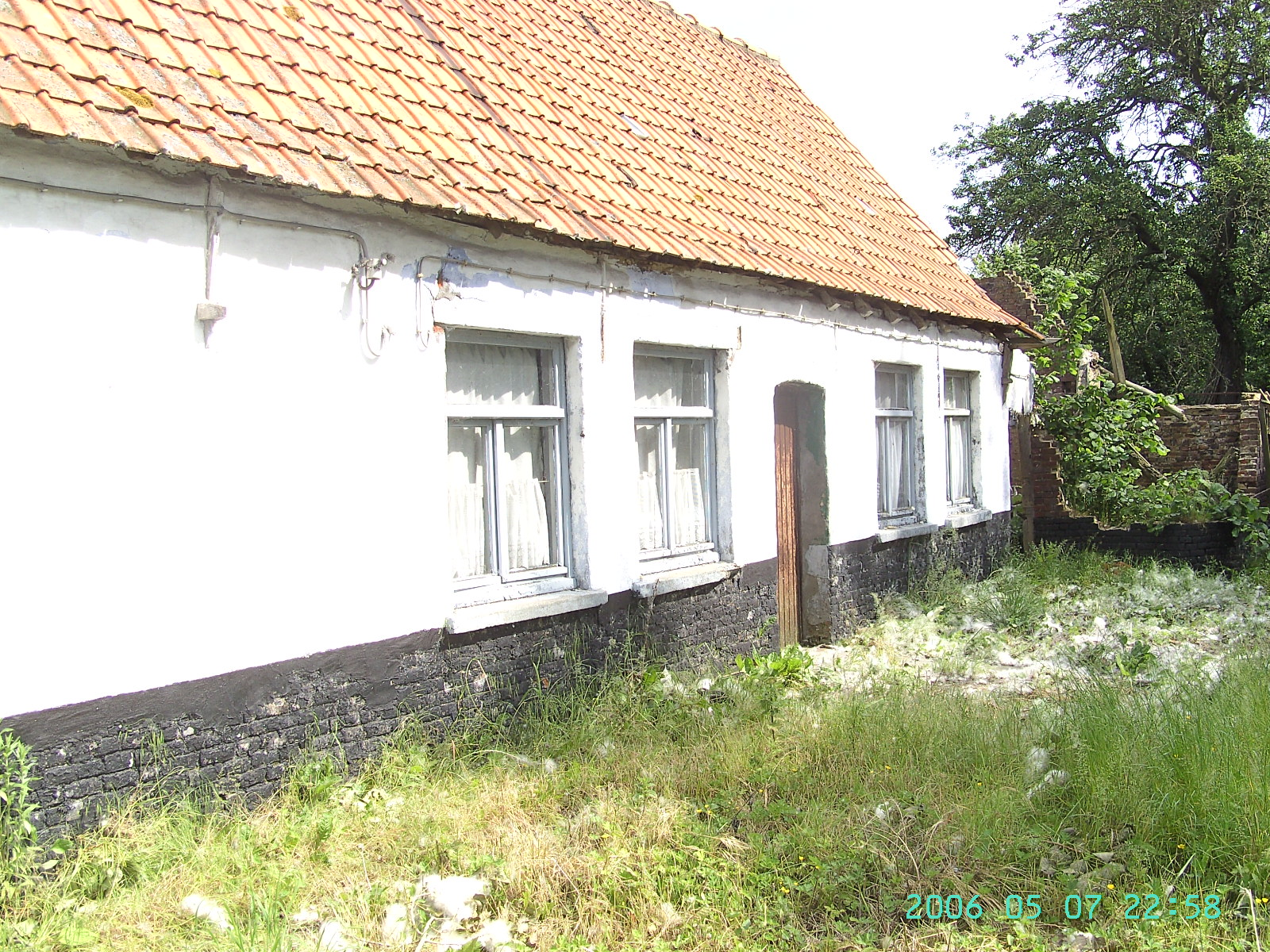
Jaar 2006: Typisch woonhuisje uit Welden uit het midden van de 19e eeuw (woonhuis familie De Clercq "meutie", in Meerhem 15 te Welden). Het strodak werd in de 20e eeuw vervangen door een pannendak. Sommige vloeren van dit huis waren in de 21e eeuw nog steeds van leem. Dakbedekking was origineel van haverstro, dat toen meterslang groeide. De familie De Clercq, naast de boerderij, specializeerde zich in het vernieuwen van strodaken. Het woonhuis werd afgebroken kort na het nemen van deze foto.

In de 1868 werd de spoorlijn 89 Denderleeuw-Oudenaarde aangelegd. Deze spoorlijn doorsnijdt "Weldenberg". De aarde van deze doorsnijding werd per kruiwagen afgevoerd en 2 km verder gebracht om zo het talud te vormen van de spoorweg bij de oversteek van de Peerdestokbeek. Inhuldiging van de lijn 89 gebeurde op 14 december 1868. Welden kreeg op deze lijn een eigen stopplaats.  Tot 3 juni 1984 was er in de Sleegstraat een treinstation, met een bijhorend huis aan de overweg.  Deze spoorlijn heeft een beduidende helling ter hoogte van Weldenberg.  De wrijving  tussen de ijzeren treinwielen en de ijzeren rails is relatief gering. Bij stoomlocomotieven, nadat ze gestopt waren op de halte Welden richting Zottegem-Brussel,  slipten de wielen en konden ze de helling niet meer nemen.  Om er toch over te raken, werd volgende procedure uitgevoerd, de machinist liet de trein een eind achteruit lopen richting Nederename tot waar een bord stond, vandaar werd een aanloop genomen om over de helling van Weldenberg te geraken.

### 20e eeuw - heden
In de eerste weken van zowel de Eerste Wereldoorlog (1914) als de Tweede Wereldoorlog (1940), had het zuidoostelijk deel van de gemeente te lijden onder de hevige beschietingen van het Belgische leger bij de slag om de oversteek van de Schelde tussen Zingem en Hermelgem. Tussen 1 en 11 November 1918 lag Welden op de frontlijn van de zich terugtrekkende Duitse troepen. De gevechten moeten biezonder hevig geweest zijn.
Langs de zijde van de geallieerde sneuvelden in de gevechten November 1918 te Welden, volgens pastoor Vindevogel, ongeveer 1700 mensen (waaronder 300 Fransen, en 1400 Amerikanen).
Volgens het rapport van de toenmalige pastoor Vindevogel aan zijn bisschop werden in elk van de twee veldhospitalen van de Duitsers op 1 nacht tot 200 gewonden en doden binnengebracht. De Duitsers leden ook zeer grote verliezen. Vermoedelijk zijn er honderden Duitse soldaten gesneuveld in de periode tussen 1 november  en 11 november 1918. Zoals iedereen kan zien is er geen enkel graf van deze vele gesneuvelde Duitse soldaten in de wijde omgeving van deze laatste frontlinie uit de wereldoorlog 1914-1918.

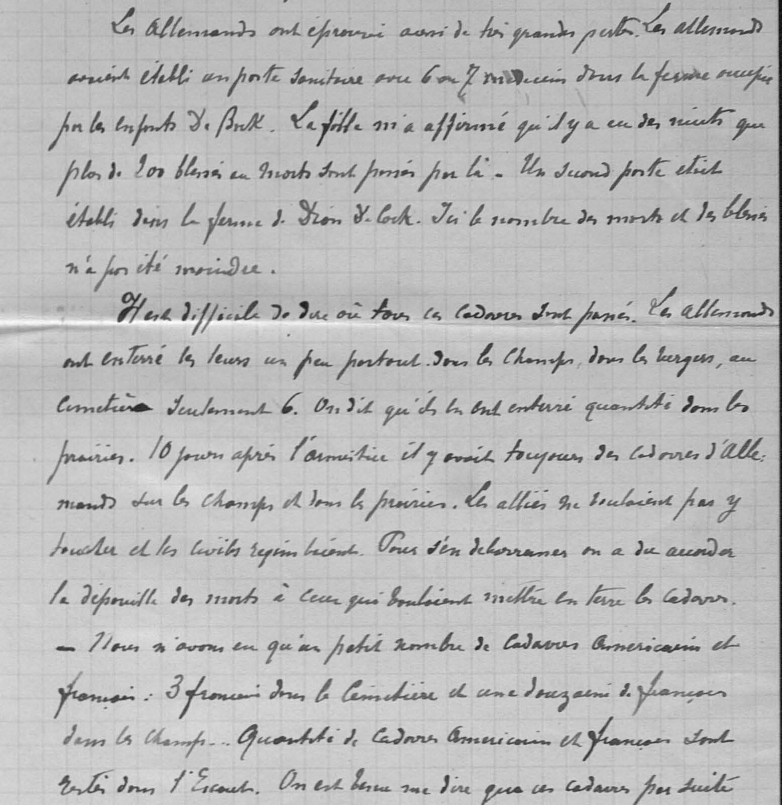
Deel van de brief van pastoor Vindevogel, pastoor te Welden, aan zijn Bisschop in 1918

Op 11 november 1918 werden de hevige gevechten in Welden gestaakt omdat Duitsland zich overgaf en een wapenstilstand tekende. Volgens verklaringen van ooggetuigen werden op sommige plaatsen in het dorp werd de munitie begraven door deze in de loopgraaf te leggen en de loopgraaf dicht te gooien.  Na de wapenstilstand hadden de Duitsers deze munitie niet meer nodig en, werd voorrang gegeven aan het transport van de doden en gewonden naar Duitsland.
Bijvoorbeeld op 13 juni 1996 tijdens het delven van het afwateringsputje in de Oorlogstraat te Welden ter hoogte van de woning van Gerard De Rouck werden 15 obussen opgegraven. Deze zaten nog in een kist verpakt. 

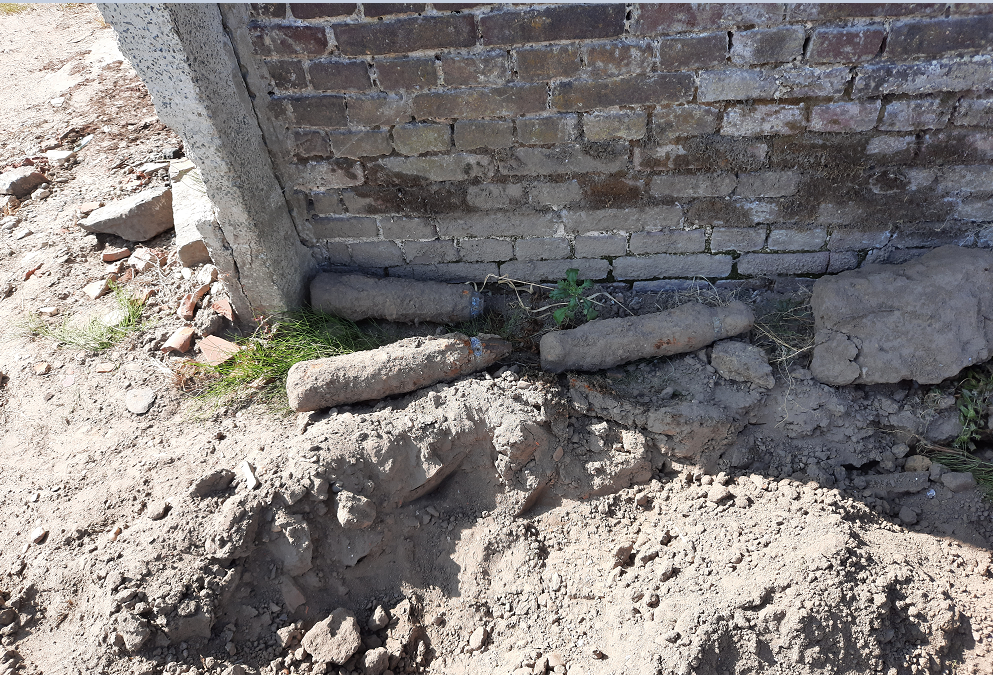
Obussen uit de Eerste Wereldoorlog te Welden, achtergelaten door terugtrekkende Duitsers (vondst 29 augustus 2022 in de wijk Bossche)

Op 29 augustus 2022 werden nogmaals obussen gevonden in de wijk Bossche (zie foto).
In 1961 kwam 52% van de actieve bevolking buiten Welden aan de kost, de anderen werkten voor het overgrote deel in de landbouw.
Drie zusters van het Heilig Hart van Maria van Nederbrakel vestigden zich in 1891 in Welden en het klooster van Welden werd in 1894 gebouwd. In 1903 telde de jongensschool van Welden 94 jongens leerlingen. De kloosterschool telde 63 meisjes leerlingen. In de jaren 1970 werd het klooster afgebroken en op die plaats is nu de kbo school gevestigd.
In 1971 werd het dorp gefusioneerd met de stad Oudenaarde.
In 1971 werden de landbouwpercelen en vele landbouwwegen aangelegd volgens een nieuw trace. Dit was een van de eerste ruilverkavelingen in België, en veranderde het landelijke uitzicht van het dorp in aanzienlijke mate.
De "Schuisplank" was een betonnen brugje van 5m lang en 50 cm breed over de Zwalm, en bevond zich te Neerwelden, en vormde de verbinding met het oude Hermelgem. De straat Schuisplanklos leidt naar dit bruggetje.

### Officiële wapenschilden
Op 4 augustus 1818, korte tijd na de afschaffing van het systeem van de heerlijkheden, werd een wapenschild aan de gemeente verleend. Achtergrond is zilverkleurig en het wapenschild is beladen met een afbeelding van Sint-Maarten, de patroonheilige van de parochiekerk, in natuurlijke kleuren. De achtergrond van het wapenschild is zilverkleurig.
Op 7 september 1928 werd aan het Weldense wapenschild, het wapenschild toegevoegd van de laatste leenheerfamilie van het dorp: de Aalsterse familie van Overstraeten. Het leengoed Welden werd in 1715 aangekocht door Nicolaas van Overstraeten. Hij en zijn afstammelingen bezaten het dorp als leengoed tot 1793, datum waarop het systeem van de heerlijkheden door de Oostenrijkse keizer werd afgeschaft. De beschrijving van het wapenschild is vanaf dan als volgt: "Een schild van sabel met eenen leeuw van zilver, genageld en getongd van keel, hetgeen is van Overstraeten, geplaatst voor eenen heiligen Martinus van goud." Dit wapenschild bleef in gebruik tot de van overheidswege opgelegde fusie met de stad Oudenaarde in 1970.

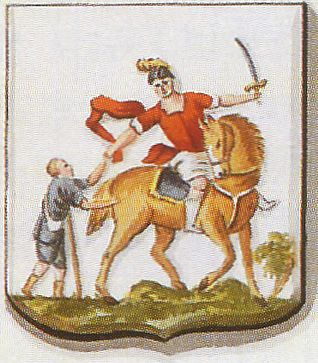
Wapenschild in gebruik van 1818 (korte tijd na de afschaffing van systeem heerlijkheden) tot 1928
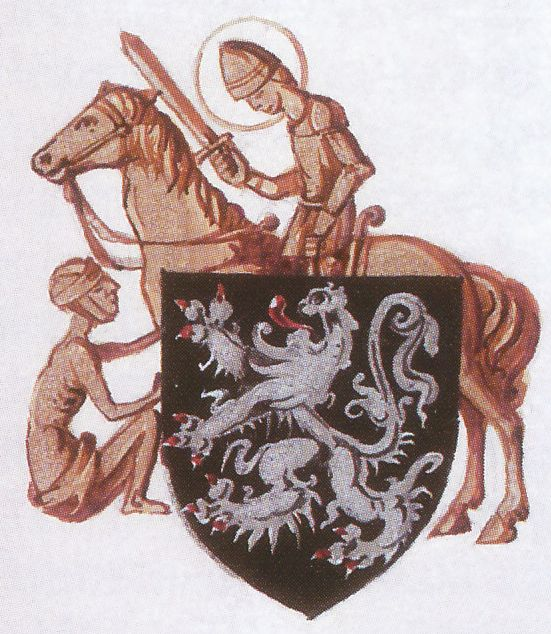
Wapenschild in gebruik van 1928 tot de van overheidswege opgelegde fusie met Oudenaarde in 1970

### Molens
1. De Bergmolen.   In Welden waren destijds drie molens aanwezig. Alleen de watermolen op de Oossebeek is overgebleven.

In Welden waren er twee houten windmolens, de Bergmolen en de Oleyemolen. De Bergmolen staat aangegeven op de Ferrariskaart uit de jaren 1770. De Bergmolen stond op de top van wat men "Welden berg" of de "Kaluyter" noemt, op de Ronsen Heerweg.
Oorspronkelijk was dit een houten windmolen. Dit duidelijk te zien op de Ferraris kaart.

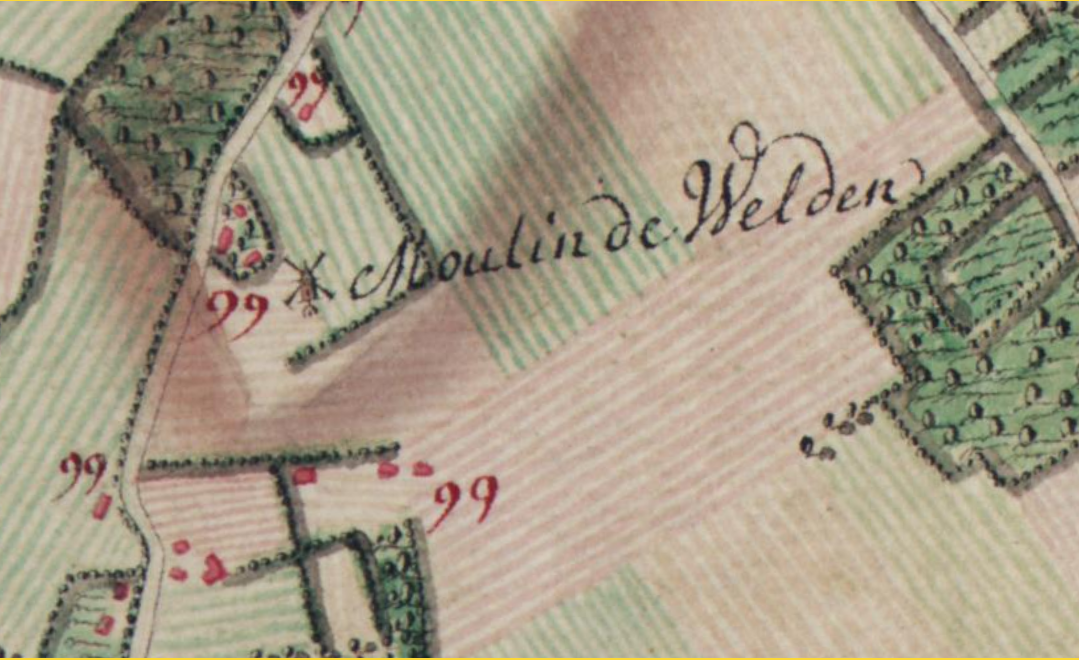
Omstreeks 1776. De Bergmolen als houten windmolen op Welden berg (bron: Ferrariskaart)

Over de Bergmolen verscheen op zondag 4 maart 1860 in "De Scheldegalm" volgend bericht: "Maendag en dynsdag heeft er alhier een onstuimig weer gewoed, de wind was verleden dinsdag zoo geweldig dat vernemen wij, eenen windmolen te Welden is omvergeworpen".
De onderdelen van deze windmolen werden verkocht in 1865.  De molen werd niet meer heropgebouwd.
Een verkoopsadvertentie in de Scheldegalm van 7 mei 1865 vermeldt: "Uit ter hand te koopen: Al de draeyende en roerende werken van eenen steenen Koorn-Windmolen. zich te bevragen bij Henri Van Caeneghem te Welden."   Omwonende verklaren dat de houten windmolen nooit is heropgebouwd nadat deze was omgevallen. Bedoeld is, naar alle waarschijnlijkheid, dat de draaiende en bewegende onderdelen van de omgevallen houten windmolen nog kunnen herbruikt worden in een stenen windmolen.
Een aantal van de balken van deze molen werden hergebruikt bij in de constructies van omliggende boerderijen (o.a. de voormalige boerderij van de familie Dujardin in Meerhem).
De vier voeten waarop de houten molen stond waren van steen, maar deze zijn ook mettertijd verdwenen.
De molenheuvel waarop deze molen stond tekent zich nog duidelijk af in de weide naast het vroegere molenhuis.
2. De "wint oleyemuelen" (windmolen voor het malen van oliehoudende zaden) wordt vermeld in 1571. Deze houten windmolen met stampkot zou volgens een plan van 1655-1665 op de kouter (hoek Kouterstraat – Mandemakersstraat) aan de rand van de dorpskern hebben gestaan, in de omgeving van het huidige Sint-Martinuskapelletje. Deze molen verdween voor het einde van de 18e eeuw, en staat niet meer vermeld in de Ferrariskaart.
3. Daarnaast is er ook een watermolen op de Oossebeek. Deze watermolen, "Molen t' Oosssche" of "Toyssche", of Oossemolen genoemd, is een boerderijmolen, en wordt reeds in 1571 vermeld: "Piet de Bock haut in pachte van de grave van Lalaing de watermuelene t'Oossche met een aut buender lants ende watere ...jaerlix voor 48 P.pars". In 1893 werd de molen vergroot. Bijkomend was er ook een stoommachine.

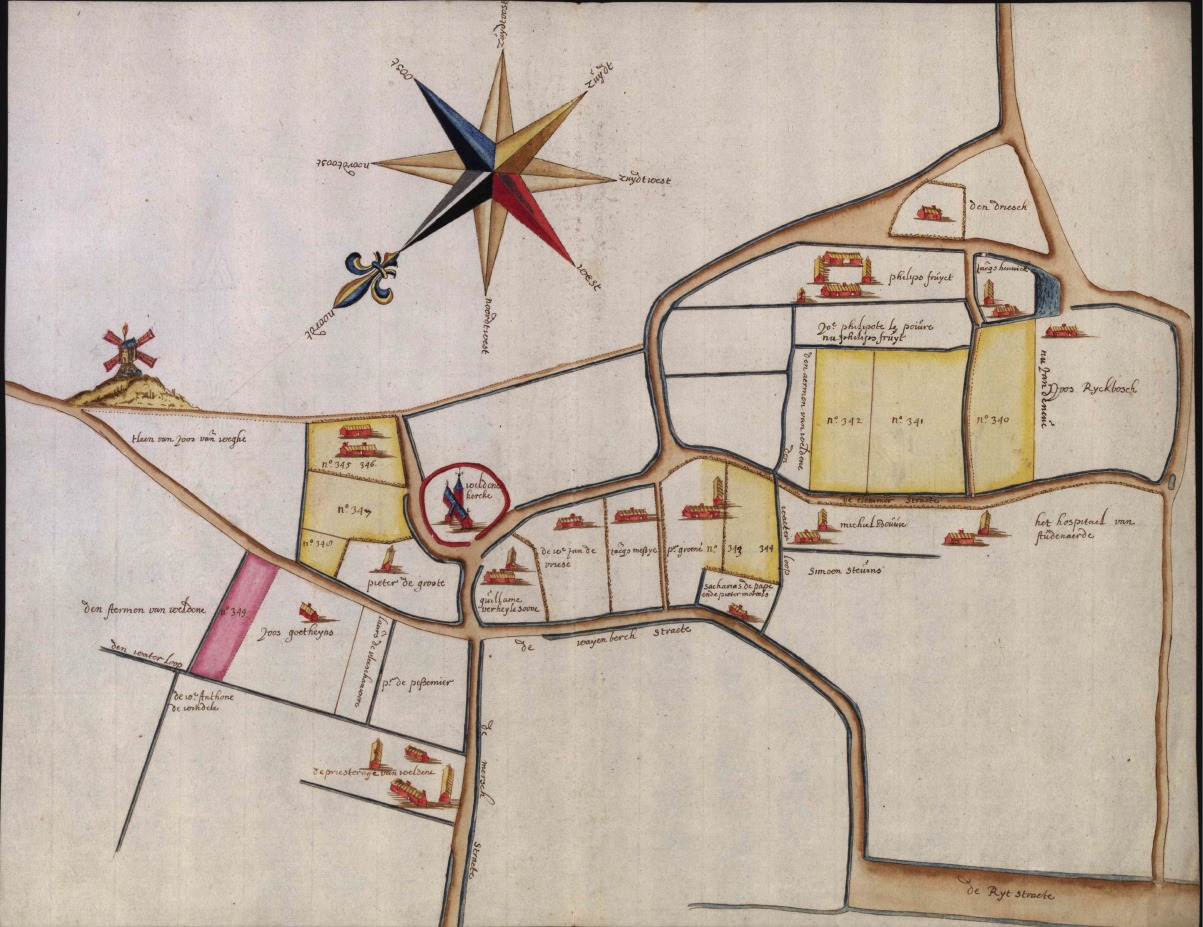
Kaart van het centrum van het dorp Welden omstreeks 1620. De eigenaars van de percelen zijn aangeduid op deze kaart. Bemerk de ongewone orientatie van de map. Duidelijk is de Oleyemolen te zien op deze kaart. (plaats huidige Kouterstraat)

## Bezienswaardigheden
- De pastorij met klokkentorentje dateert van de 18e eeuw.
- De kapel der Congregatie, die de vorm heeft van een kleine kerk, bevindt zich op de hoek van de Kouterstraat en de Mgr. Lambrechtstraat. Dit gebouw werd in 1870 op de gronden van de pastorij opgetrokken. Ze werd destijds gebruikt voor zondagsschool, lering en andere godsdienstige oefeningen. Daar de schoolwet van 1879 besliste dat elke gemeente minstens een officiële staatsschool moest bezitten, werd de kapel vlug in schoollokaal herschapen, terwijl men naast de pastorij in allerijl de nieuwe school bouwde.
- De Sint-Martinuskerk was aanvankelijk romaans. Van het oorspronkelijk romaanse koor zijn aan weerszijden enkel nog de zijmuren bewaard, elk met een rondbogig afgedekt venster. De kerk werd in latere eeuwen grondig verbouwd; met name in de 19e eeuw is het aanzicht van de kerk drastisch veranderd.
- Op het kerkhof bevindt zich de grafkapel van Hendrik-Karel Lambrecht, bisschop van Gent, die in Welden werd geboren.
- De Oossemolen, een watermolen
- Het dorp telde vroeger een belangrijk aantal mottes, door een brede gracht volledig omwalde hoeves, als bescherming tegen plundering. Hiervan zijn er nog twee overgebleven: Een hoeve aan de "Mode" of "Mote" in de Mgr. Lambrechtstraat. In de Roostraat bevindt zich een volledig omwalde voormalige hoeve. Tijdens een noodopgraving uitgevoerd in 1993 door het I. A. P. werd aan het zuidelijke uiteinde van de Weldenkouter een weinig ten zuiden van de kerk een middeleeuwse woonsite gelokaliseerd in de vorm van een breed omgrachte afgevlakte motte (grachten gedicht in de late middeleeuwen) die vermoedelijk een oudere occupatie kende.
- Loverpoortje ter hoogte van het huis Meerhem 5:  Het loverpoortje aan de straatkant bestaat uit aaneen geënte linden. Het met elkaar verbinden van bomen wordt huwelijksenting genoemd. Tevens zijn in de nis van het bomenpoortje sporen te zien van een kleine constructie, mogelijks afkomstig van een verdwenen kapelletje. Deze bomen zijn opgenomen in de inventaris landschappelijk erfgoed als een houtige beplanting met erfgoedwaarde [8]

## Natuur en landschap
Welden ligt aan de Schelde op een hoogte van 12 meter. In het zuidoosten vindt men de Hoge Berg, een uitloper van de Vlaamse Ardennen, met een hoogte van 42 meter. Bij Welden monden zowel de Oossebeek als de Zwalm uit in de Schelde.
Een belangrijk natuurgebied is de Reytmeersen, een Vlaams natuurreservaat van 47 ha ten oosten en evenwijdig langs de rechteroever van de Schelde in Oost-Vlaanderen, tussen de Ohiobrug te Nederename in het zuiden, en de oude Scheldemeander 'Welden' te Welden in het noorden.

## Demografische ontwikkeling
- Bronnen:NIS, Opm:1831 tot en met 1961=volkstellingen

### Historische bevolkingsaantallen
| jaar | aantal inwoners |                                                                                        |
| ---- | --------------- | -------------------------------------------------------------------------------------- |
| 1395 | 175             |                                                                                        |
| 1571 | 725             |                                                                                        |
| 1791 | 1150            |                                                                                        |
| 1800 | 1238            |                                                                                        |
| 1816 | 1215            |                                                                                        |
| 1831 | 1434            | Bloei van het lakenweven en mandenvlechten als huisnijverheid                          |
| 1846 | 1465            |                                                                                        |
| 1856 | 1216            | Hongersnood en verval lakenweverij als huisnijverheid door opkomst fabrieken in steden |
| 1885 | 1111            | Bevolking trekt naar Oudenaarde en Ronse in de textielfabrieken.                       |
| 1930 | >1465           |                                                                                        |
| 1961 | 1085            |                                                                                        |
| 1970 | 1028            |                                                                                        |
| 2011 | 1015            |                                                                                        |

## Politiek

### Lijst van burgemeesters
- Benedictus Van De Velde (18 jaar burgemeester in de 19e eeuw)[9]

## Bekende personen geboren in Welden

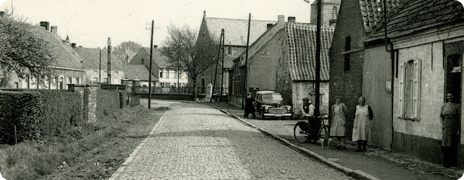
Voormalige snoepwinkel van Maria Bekaert

- Arthur Decabooter (1936-2012), wielrenner. Zijn geboortehuis stond langs de N46, waar nu het gebouw van restaurant Route 46 staat. Het werd opgevoed bij zijn tante in het huis gelegen te Meerhem 14.
- Hendrik-Karel Lambrecht (1848-1889), bisschop van Gent. Hij werd begraven op het kerkhof van Welden, waar te zijner nagedachtenis nadien in 1891 een kapel werd opgetrokken.
- Eugeen Schepens (1853–1923), stichter van de Belgische kolonie Villaguay in Argentinië

## Nabijgelegen kernen
Nederzwalm, Nederename, Mater